# طلایی (آلبوم کایلی مینوگ)
زرین چهاردهمین آلبوم خواننده استرالیایی کایلی مینوگ است که در سال ۲۰۱۸ منتشر شد. طلایی یک آلبوم پاپ است که به‌شدت تحت تأثیر موسیقی کانتری و موسیقی رقص قرار گرفته. متن آهنگ‌های این آلبوم دامنه وسیعی شامل رابطه‌های شکست‌خورده، مرگ، رقص و تفریح کردن را شامل می‌شود. نقد منتقدان نسبت به طلایی به‌طور کلی مثبت بود.